# Tarash
Tarash (en bengali : তাড়াশ) est une upazila du Bangladesh dans le district de Sirajganj. En 1991, on y dénombrait 195 964 habitants.